# Элдад га-Дани
Элдад га-Дани (или Эльдат Данит; Эльдад Данитский; данит Эльдад; 2-я половина IX века) — еврейский купец и путешественник, возбудивший интерес своим описанием самостоятельного Иудейского царства с царём Узиелем во главе, подданным которого он сам себя считал.
Происходил, по его уверениям, от колена Дана (отсюда прозвание «га-Дани»), населявшего якобы совместно с некоторыми другими коленами (Гадовым, Неффалимовым и Асировым) особую область в Восточной Африке около Чермного моря и Аденского залива. В 880 году посетил Вавилонию, Северную Африку и Испанию, всюду возбуждая необыкновенное любопытство народных масс и учёных своими странными манерами, языком и рассказами ο Царстве Десяти колен, об их победоносных войнах с окружающими племенами, богатстве и независимости.

## Легенды Элдада
Элдад сообщил галахи, извлечённые им якобы из Талмуда 10-ти колен и находившиеся в противоречии с вавилонским Талмудом; это побудило кайруанскую общину (Тунис) запросить рабби Цемах-гаона (Zemah ben Hayyim из Суры) ο галахах Элдада.
Рассказы Элдада были принимаемы за истину вплоть до новейшего времени. На Элдада ссылались такие люди, как рабби Иуда ибн-Курайш (IX век), рабби Хасдай ибн Шапрут (X век) в послании к хазарскому царю, Раши (XI век), рабби Авраам, сын Маймонида (XIII век) и др.

### Издания
Рассказы Элдада существуют в шести версиях:
- 1-я версия — запрос кайруанской общины, — изд. в Мантуе, до 1480 г.;
- 2-я версия изд. в Константинополе в 1519 г.;
- 3-я версия имеется в рукописном мидраше Берешит Рабба, по которому была напечатана в «Bet ha-Midrasch», VI;
- 4-я версия изд. в Константинополе в 1516 г.;
- 5-я версия — как бы предисловие к запросу кайруанской общины, составленное в позднейшее время;
- 6-я версия приводится y Иуды Гадасси в «Eschkol ha-Kofer».[1]

Переводы
- Ha латинский язык рассказы были переведены французским профессором богословия Ж. Женебраром (Париж, 1584)[1];
- на немецком языке изданы в Дессау (1700) и Иесснице (1723);
- на французском языке — в Париже (1838);
- на разговорно-еврейском языке — в Фюрте (1769) и в Вильне (1849);
- на русском — в СПб. (1881).[1]

### Исследования
Пинскер, Грец и Нейбауер считают Элдада караимским эмиссаром, целью которого было распространение караимства. Рейфман считает произведения об Элдаде, как и послание р. Цемаха-гаона, псевдоэпиграфическими произведениями. Шор, Вейс и Еллинек считают его раввинистом.
Лучший знаток вопроса, А. Эпштейн, посвятивший Элдаду обстоятельную монографию, высказал предположение, что Элдад происходил из юго-восточной Африки, где евреи ассимилировались с окружающим арабским населением, и ритуал их весьма отличен от ритуала раввинистов и караимов. Что касается рассказов Элдада, то они, по его мнению, составляют плод фантазии и напоминают исторический роман, в котором автор, излагая какой-нибудь факт, вводит массу измышленных подробностей. Галахи Элдада, касающиеся резки скота и запрещённой пищи, заимствованы Элдадом частью из Талмуда (с искажениями), частью из ритуала его родины.